# Nils Brynolf Ström
Nils Brynolf Ström, född 11 augusti 1818 i Piteå landsförsamling, död 11 augusti 1885 i Stockholm, var en svensk militär.
Nils Brynolf Ström var son till kapten Erik Ström och Catharina Christina Nordvall. Han blev officer 1837, kapten vid Norrbottens fältjägarkår 1854 och major 1865. Ström var överstelöjtnant och chef för Norrbottens fältjägarkår 1874–1881. Han blev riddare av Svärdsorden 1863.